# 皇清職貢圖

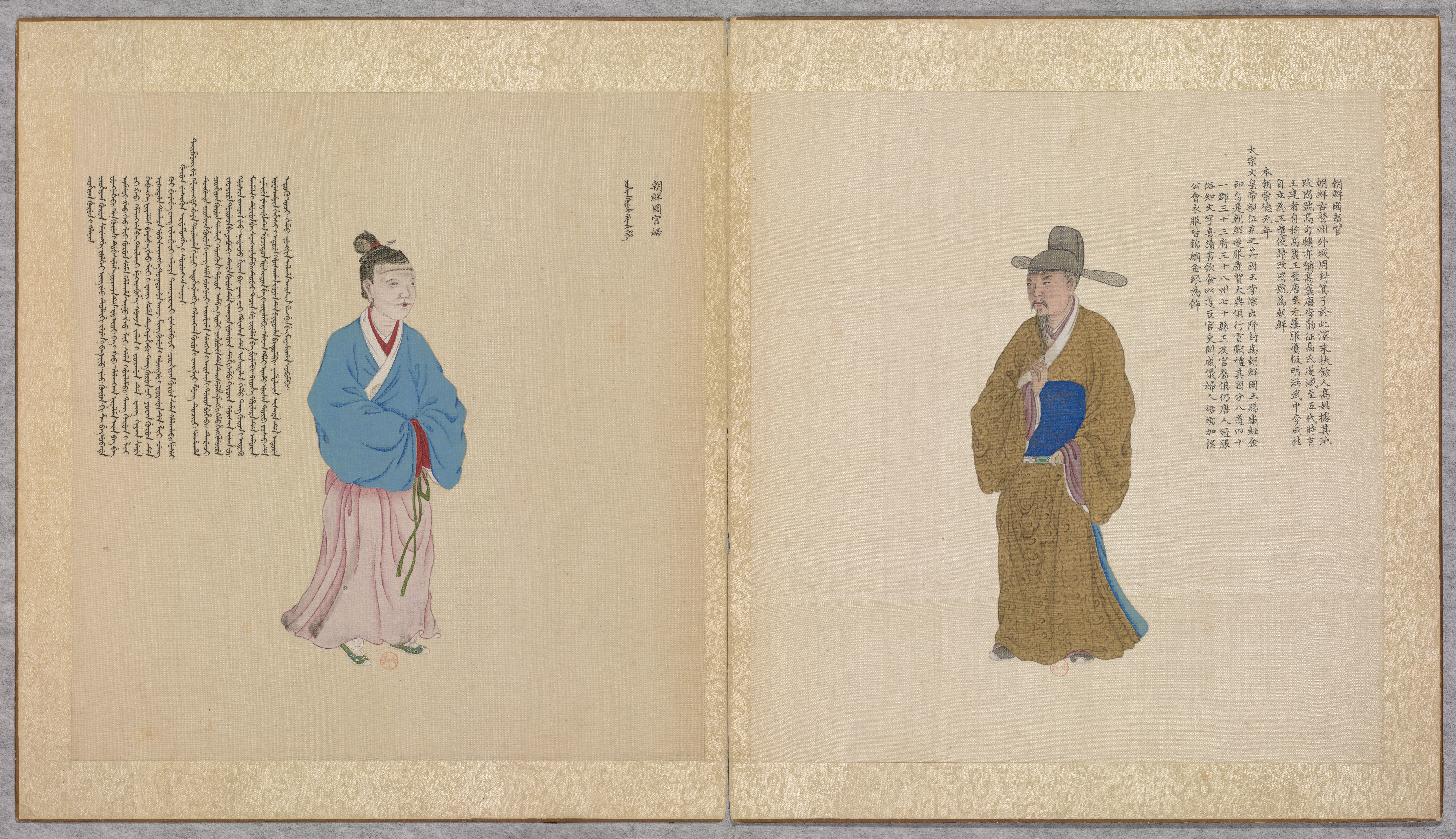
彩绘册页本《皇清职贡图》种描绘的朝鲜国夷官与官妇

《皇清職貢圖》是18世紀清代對國內民族、屬國和海外貿易國的民族學研究，是中国古代民族图册的集大成者。有数个版本，最早的彩绘版于乾隆二十六年（公元1761年）完成。绘制者为金廷标、丁观鹏等。

## 内容
绘有国内国外三百余种不同民族的人物图像，图后皆附说明文字，简要介绍该民族与清朝的关系及当地的风土民情。
書內關於歐洲國家的描述有明顯錯誤，例如報導法國在信仰天主教之前是一個佛教國家（早期根据法语音译“佛国”，误以为信奉佛教），把瑞典說成荷蘭屬國，把法國和葡萄牙說成同一國家。

## 版本
《皇清职贡图》有数个版本，可归为三类：绘本、写本、刻本。其中绘本最早、写本次之、刻本最晚。写本源于绘本，刻本又源于写本。

### 绘本
最早的彩绘正本是乾隆帝钦定金廷标、丁观鹏等据各地呈送的草图绘成的正式图卷，于乾隆二十六年（公元1761年）完成。该版本题为《职贡图》，共四卷，画面共有290段，均为宣纸工笔重彩画，每段绘男女各一人，少数绘三人，每图上方有满、汉文题记，介绍本图民族概况。该版本原藏乾清宫，现仅存卷二，藏于中国国家博物馆。副本在故宫博物院及台北故宫博物院均有收藏。
彩绘册页本原藏圆明园，咸丰十年（1860）被法军掠走并作为贵重物品运至法国。共八册，现存七册，其中第一、第二、第三、第七册藏于法国国家图书馆。第四、第五、第六册为私人所藏。其中第六册后白页上写有法语“赠与娄拔伯爵”（LE COMETE CHASSELOUP-LAUBAT）字样。
嘉慶朝摹绘增补本现存卷二及卷三，其中卷二藏于故宫博物院，卷三藏地不明。

### 写本
清《职贡图》写本共九卷。有《四库全书荟要》本、《四库全书》本两种。台北故宫博物院藏有摛藻堂本的《荟要》本《职贡图》。

### 刻本
清《职贡图》刻本共九卷。流传最为广泛。有乾隆四十五年（1780）武英殿刻本、嘉庆十年（1805）武英殿重刻增补本
及各种翻刻本。据不完全统计，现存《皇清职贡图》翻刻本占所有《皇清职贡图》刻本比重达95％以上。